# 小油菊
小油菊（学名：Guizotia abyssinica）为菊科小葵子属下的一个种。